# 奧萊尼夫卡 (扎波羅熱區)
47°47′27″N 35°30′16″E / 47.79083°N 35.50444°E
奧萊尼夫卡（烏克蘭語：Оленівка）是位於烏克蘭東南部的村莊，由扎波羅熱州扎波羅熱区的科梅舒瓦哈市镇負責管轄。該村始建於1903年，面積1.62平方公里，海拔高度56米，2001年人口575，人口密度每平方公里354.3人。